# Michael Lüftner
Michael Lüftner (Chabařovice, 14 maart 1994) is een Tsjechisch voormalig voetballer die doorgaans speelde als centrale verdediger. Tussen 2012 en 2024 was hij actief voor FK Teplice, Slavia Praag, FC Kopenhagen, Omonia Nicosia, Fehérvár en opnieuw FK Teplice. Lüftner maakte in 2017 zijn debuut in het Tsjechisch voetbalelftal.

## Clubcarrière
Lüftner speelde in de jeugdopleiding van FK Teplice vanaf 2007. In 2012 debuteerde de centrumverdediger in de hoofdmacht van die club. Gedurende vierenhalf seizoen was hij actief bij Teplice, waarvan de laatste tweeënhalve seizoenen als basisspeler. In december 2016 maakte hij de overstap naar Slavia Praag, waar hij tekende tot 2020. In het halfjaar dat Lüftner actief was voor Slavia werd hij met de club landskampioen.
Zijn contract zou hij niet uitzitten want zes maanden na zijn komst verkaste de Tsjech weer. FC Kopenhagen werd zijn nieuwe club. Bij de Deense topclub zette hij zijn handtekening onder een verbintenis voor de duur van vijf seizoenen. In zijn eerste seizoen in Denemarken speelde Lüftner vierendertig competitiewedstrijden, allemaal als basisspeler. Zijn tweede jaargang leverde maar tachtig minuten speeltijd op. In de zomer van 2019 werd de centrumverdediger voor een jaar op huurbasis gestald bij Omonia Nicosia. Deze verhuurperiode werd in mei 2020 met een jaar verlengd.
Na twee seizoenen Cyprus nam Fehérvár de verdediger voor een bedrag van circa driehonderdduizend euro over in de zomer van 2021. Een jaar later werd zijn contract met wederzijds goedvinden ontbonden. In mei 2023 keerde hij terug bij FK Teplice. Door aanhoudend blessureleed kwam Lüftner niet meer uit in het eerste elftal en een jaar later besloot hij op dertigjarige leeftijd een punt achter zijn actieve loopbaan te zetten.

## Clubstatistieken
| Seizoen | Club             | Competitie        | Competitie | Competitie | Beker | Beker | Internationaal | Internationaal | Totaal | Totaal |
| Seizoen | Club             | Competitie        | Wed.       | Dlp.       | Wed.  | Dlp.  | Wed.           | Dlp.           | Wed.   | Dlp.   |
| ------- | ---------------- | ----------------- | ---------- | ---------- | ----- | ----- | -------------- | -------------- | ------ | ------ |
| 2012/13 | FK Teplice       | Česká liga        | 13         | 1          | 4     | 0     | —              | —              | 17     | 1      |
| 2013/14 | FK Teplice       | Česká liga        | 9          | 0          | 0     | 0     | —              | —              | 9      | 0      |
| 2014/15 | FK Teplice       | Česká liga        | 24         | 0          | 5     | 0     | —              | —              | 29     | 0      |
| 2015/16 | FK Teplice       | Česká liga        | 27         | 3          | 0     | 0     | —              | —              | 27     | 3      |
| 2016/17 | FK Teplice       | Česká liga        | 14         | 1          | 0     | 0     | —              | —              | 14     | 1      |
| 2016/17 | Slavia Praag     | Česká liga        | 14         | 0          | 2     | 0     | —              | —              | 16     | 0      |
| 2017/18 | FC Kopenhagen    | Superligaen       | 34         | 1          | 1     | 0     | 14             | 2              | 49     | 3      |
| 2018/19 | FC Kopenhagen    | Superligaen       | 1          | 0          | 0     | 0     | 1              | 0              | 2      | 0      |
| 2019/20 | → Omonia Nicosia | A Divizion        | 22         | 0          | 4     | 1     | —              | —              | 26     | 1      |
| 2020/21 | → Omonia Nicosia | A Divizion        | 29         | 1          | 2     | 0     | 11             | 1              | 42     | 2      |
| 2021/22 | Fehérvár         | Nemzeti Bajnokság | 9          | 0          | 0     | 0     | —              | —              | 9      | 0      |
| 2022/23 | Fehérvár         | Nemzeti Bajnokság | 0          | 0          | 0     | 0     | 2              | 0              | 2      | 0      |
| 2022/23 | FK Teplice       | Česká liga        | 0          | 0          | 0     | 0     | —              | —              | 0      | 0      |
| 2023/24 | FK Teplice       | Česká liga        | 0          | 0          | 0     | 0     | —              | —              | 0      | 0      |
| Totaal  | Totaal           | Totaal            | 196        | 7          | 18    | 1     | 28             | 3              | 242    | 11     |

## Interlandcarrière
Lüftner maakte op 8 oktober 2017 zijn debuut in het Tsjechisch voetbalelftal, toen dat in een kwalificatiewedstrijd voor het WK 2018 met 5–0 won van San Marino door doelpunten van Michael Krmenčík (tweemaal) en Jan Kopic, Filip Novák en Václav Kadlec. Lüftner mocht van bondscoach Karel Jarolím in de basis starten en hij speelde het gehele duel mee.
| Interlands van Michael Lüftner voor Tsjechië | Interlands van Michael Lüftner voor Tsjechië | Interlands van Michael Lüftner voor Tsjechië | Interlands van Michael Lüftner voor Tsjechië | Interlands van Michael Lüftner voor Tsjechië | Interlands van Michael Lüftner voor Tsjechië |
| №                                            | Datum                                        | Wedstrijd                                    | Uitslag                                      | Competitie                                   | Goals                                        |
| Als speler bij FC Kopenhagen                 | Als speler bij FC Kopenhagen                 | Als speler bij FC Kopenhagen                 | Als speler bij FC Kopenhagen                 | Als speler bij FC Kopenhagen                 | Als speler bij FC Kopenhagen                 |
| -------------------------------------------- | -------------------------------------------- | -------------------------------------------- | -------------------------------------------- | -------------------------------------------- | -------------------------------------------- |
| 1                                            | 8 oktober 2017                               | Tsjechië – San Marino                        | 5 – 0                                        | WK 2018 kwalificatie                         |                                              |

## Erelijst
| Competitie     |              |              |              |              |
| Competitie     | Aantal       | Jaren        |              |              |
| Slavia Praag   | Slavia Praag | Slavia Praag | Slavia Praag | Slavia Praag |
| -------------- | ------------ | ------------ | ------------ | ------------ |
| Gambrinus Liga | 1            | 2016/17      |              |              |
| FK Kopenhagen  |              |              |              |              |
| Superligaen    | 1            | 2018/19      |              |              |
| Omonia Nicosia |              |              |              |              |
| A Divizion     | 1            | 2020/21      |              |              |